# Pseudophasma phthisicum
Pseudophasma phthisicum é uma espécie  do gênero Pseudophasma.   É encontrada majoritariamente na Guiana Francesa. 

Foi descrita oficialmente por Lineu em 1758. 